# 兰石镇
兰石镇，是中华人民共和国广东省湛江市吴川市下辖的一个乡镇级行政单位。

## 行政区划
兰石镇下辖以下地区：
兰石村、顿谷村、庄艮村、博崖村、五一村和六庄村。